# Матюшин, Иван Филиппович
Иван Филиппович Матюшин — советский хозяйственный, государственный и политический деятель. Доктор медицинских наук, профессор. Участник Великой Отечественной войны. Член КПСС.

## Биография
Родился в 1919 году в селе Ужовка (по данным сайта «Память Народа» — в Ужово). Ужовка — сельский посёлок, Ужово — село.
С 1937 года — на хозяйственной, общественной и политической работе.
Окончил Богородскую фельдшерско-акушерскую школу (1937), лечебный факультет Молотовского (Пермского) медицинского института (1943).
Работал фельдшером в селе Анашухино Владимирской области.
В 1948—1956 годах на различных должностях практического здравоохранения в Свердловской области.
После 1960 — заведующий здравотделом в городе Арзамасе, заведующий Горьковским областным здравотделом, ректор Горьковского медицинского института им. С. М. Кирова, профессор-консультант кафедры оперативной хирургии и топографической анатомии Горьковского/Нижегородского медицинского института им. С. М. Кирова.
Умер в Нижнем Новгороде в 1994 году.

## Награды
- Орден Октябрьской Революции;
- два ордена Трудового Красного Знамени;
- Орден Отечественной войны I степени (06.04.1985);
- Орден Отечественной войны II степени (17.01.1945, 07.07.1945);
- Орден Красной Звезды (03.04.1944);
- Орден «Знак Почёта»[2].